# ホーカー シーホーク
ホーカー シーホーク
Hawker Sea Hawk
シーホーク FGA.6
- 用途：艦上戦闘機
- 設計者：シドニー・カム（英語版）
- 製造者：ホーカー・エアクラフト
- 運用者

  -  イギリス海軍（艦隊航空隊）
  -  西ドイツ海軍（海軍航空隊）
  -  オランダ海軍（海軍航空隊（英語版、オランダ語版））
  -  インド海軍（海軍航空隊（英語版））
- 初飛行：1947年9月2日
- 生産数：542機
- 運用開始：1953年3月
- 退役：1983年（インド海軍）
- 運用状況：退役済み

ホーカー シーホーク (Hawker Sea Hawk) は、イギリスの航空機メーカー、ホーカー社で開発され、第二次世界大戦後にイギリス海軍で使用されたジェット艦上戦闘機である。

## 概要
陸上戦闘機として試作されたP.1040から発展した機体で、試作機は1947年に初飛行し、1953年から最初の量産型F.1が部隊に配備された。当時ホーカー社はハンターの大規模生産を控えていたことから、F.2以降の生産はアームストロング・ホイットワース社が行った。
直線翼の主翼の根元に2本のエンジンノズルを配置しているが、エンジンは単発である。このレイアウトを採用したことで、胴体後部を燃料タンクに充てることができた。当初は純粋な戦闘機として開発されたが、FB.3からは主翼構造が強化されて爆弾やロケット弾、増槽の装備が可能な戦闘爆撃機となった。その後も対地攻撃能力を高めたFGA.4、FB.3のエンジン強化型FB.5、FGA.4のエンジン強化型FGA.6と改良されていった。
イギリス海軍の主力艦上戦闘機として第二次中東戦争等で活躍し、1960年12月に退役した。

## 輸出
1950年代後半から輸出が開始され、イギリス以外では西ドイツ海軍、オランダ海軍、インド海軍で運用された。
西ドイツ海軍では、地上基地から発進する対艦攻撃機として、第1海軍航空団と第2海軍航空団に配備された。西ドイツ海軍で運用された機体には、主翼下にレーダーを搭載した夜間戦闘/偵察型が存在したが、1960年代中ごろには空軍と同様にF-104Gを導入してシーホークの後継とした。
オランダ海軍およびインド海軍では、それぞれが保有する空母「カレル・ドールマン」および「ヴィクラント」の艦上戦闘攻撃機として運用した。
インド海軍機は第三次印パ戦争で実戦投入され、1984年まで現役だった。

## 派生型
P.1040
シーホークの試作機。
シーホークF.1
ニーンMk.101エンジンを搭載した初期生産型。95機製造。
シーホークF.2
自動制御式エルロンを備えた生産型。40機製造。
シーホークFB.3
戦闘爆撃機型。66機製造。50機は後述のFB.5に改造された。
シーホークFGA.4
戦闘攻撃機型。97機製造。
シーホークFB.5
ニーンMk.103を搭載した型でFB3が50機改造されて就役した。
シーホークFGA.6
ニーンMk.103を搭載したFGA.4で合計101機が製造されたが、86機は新規で残りはFB.3とFGA.4からの改造。
シーホークFGA.50
オランダ海軍向けのFGA.6。22機製造。
シーホークFGA.100
主翼を再設計した西ドイツ海軍の輸出型。32機製造。
シーホークFGA.101
西ドイツ海軍向けの全天候型型。翼下ポッドに偵察用レーダーが装備されている。32機製造。

## スペック (FGA.6)
- 乗員：1名
- 全幅:11.89m
- 全長:12.09m
- 全高:2.64m
- 総重量:7,327kg
- 空虚重量:4,208 kg
- エンジン：ロールス・ロイス・ニーン MK.103 ターボジェットエンジン(推力2,359 kg)×1基
- 最大速度:964km/h
- 実用上昇限度:13,600ｍ
- 武装(ハードポイント6カ所)
  - 20 mm イスパノ Mk V 機関砲 × 4門
  - 227 kg 爆弾 × 4発
  - ロケット(その1)：RP-3無誘導ロケット弾(重量27kg)×20基
  - ロケット(その2)：127mm無誘導ロケット×16基
  - その他：410L増槽×2本